# Mystery Science Theater 3000: The Movie
Mystery Science Theater 3000: The Movie (Brasil: O Filme Mais Idiota do Mundo / Portugal: Os Planetas Alinharam-se Para Um Filme Winow), frequentemente também abreviado de MST3K: The Movie, é a adaptação cinematográfica da série de TV estadunidense Mystery Science Theater 3000. O filme foi lançado em 1996 e foi produzido entre a sexta e a sétima temporada da série.
O filme foi produzido pela Best Brains e pelo departamento de filmes da Comedy Central, que não foi creditada no filme. Foi gravado em dois estúdios da Energy Park, em Eden Prairie, Minnesota e em Sain Paul, também em Minnesota.
Assim como a série, o filme consiste em um humano chamado Mike Nelson (Michael J. Nelson) e dois robôs; Tom Servo (Kevin Murphy) e Crow T. Robot (Trace Beaulieu) que são obrigados a assistirem filmes B de ficção científica ruins, para que o cientista louco Dr. Clayton Forrester (também interpretado por Trace Beaulieu) possa calcular o quão ruim um filme precisa ser para enlouquecer uma pessoa. No entanto, para não enlouquecerem, o trio fica fazendo piadas com o filme, que é ridículo e inadvertidamente cômico. O filme usado nessa versão para cinemas da série foi This Island Earth (A Ilha da Terra), de 1955.
Esse filme é a única produção de toda a série que é conhecida no Brasil, visto que o programa original nunca foi exibido e nem sequer dublado no país. O filme foi lançado nos cinemas brasileiros no dia 21 de junho de 1996. O longa ainda chegou a ser transmitido na Rede Globo e na TNT algum tempo depois.

## Sinopse
O filme começa com o cientista louco Dr. Clayton Forrester ou apenas "Dr. F." explicando a premissa do filme. Na série, o tema de abertura ("Love Theme from Mystery Science Theater 3000") normalmente explica a premissa, de forma lírica.
Após a introdução com o Dr. Forrester, os protagonistas são apresentados: Mike Nelson, Crow T. Robot e Tom Servo, junto com Gypsy.
Mike, Tom e Gypsy encontram Crow na parte inferior do Satelite do Amor (aonde eles estão confinados), cavando um túnel com uma picareta no casco da nave, para voltar para a Terra. Obviamente, o casco se rompe e eles estão prestes a ser sugados pelo vácuo, mas Tom Servo consegue consertar a situação de um modo inesperado.
Eles voltam para a ponte de comando, aonde Dr. Forrester aparece em uma tela e anuncia a eles que eles vão assistir um clássico de Rex Reason de 1955, This Island Earth (A Ilha da Terra na dublagem brasileira). Eles o assistem e, como sempre, zombam o filme impiedosamente.
Assim como na série, há interrupções na "sessão de cinema" onde são apresentadas esquetes. Na primeira, Crow e Tom desafiam Mike a manobrar o satelite. Ele tenta, mas acaba colidindo e destruindo com o telescópio Hubble. Mike tenta colocá-lo em órbita com os braços manipuláveis da nave, cujos controles possuem uma placa com a palavra "Manos", uma referência à Manos: The Hands of Fate, um dos experimentos mais famosos de MST3K. Em outra esquete, Mike e Crow seguem Tom em seu quarto, que está a procura de um "interocitor", um aparelho de comunicação audio-visual mostrado em This Island Earth. Na esperança de o usarem para pedir ajuda para fugir, eles flagram Brack, um metaluniano, no chuveiro; após se recuperar do susto, Brack não oferece muita ajuda. A transmissão é interrompida pelo Dr. F., que surge na tela do interocitor e os manda de volta para a sala de projeção.
Após o filme, o trio faz uma festa metaluna, para descontentamento geral do Dr. F., que tenta usar o interocitor para puni-los, mas acidentalmente acaba se teletransportando, indo parar justamente no chuveiro onde Brack está terminando o seu banho.

## Elenco
- Michael J. Nelson como Mike Nelson
- Trace Beaulieu como Crow T. Robot (voz)/Dr. Clayton Forrester
- Kevin Murphy como Tom Servo
- Jim Mallon como Gypsy
- John Brady como Benkitnorf

## Produção
Um contrato para a realização de um filme sobre Mystery Science Theatre 3000 com a Paramount Pictures foi rescindido quando a empresa queria fazer uma produção mais centrada na vida dos personagens em vez de fazer mais uma análise sobre um filme ruim, como os episódios da série de TV geralmente fazem. Com isso, os produtores firmaram um acordo com a Universal Pictures para a co-produção e distribuição do filme; a produtora também cedeu os direitos de This Island Earth para que este pudesse ser utilizado como a experiência de Forrester.
Um tema foi gravado para o filme, feito por David Allen (ex-membro do The Blasters), mas acabou não sendo usado. Uma parte desse tema foi usada no screensaver oficial do filme. Outros personagens corriqueiros da série, como Cambot e a Voz Mágica, não aparecem no filme.
O filme foi rodado a partir da sede e estúdio da Best Brains em Eden Prairie e no Energy Park Studios em Saint Paul, ambos localizados em Minnesota.

### Cenas deletadas
- No início do filme, foi originalmente planejado[5] para ter uma nova versão da música "MST3K Love Theme", de Dave Alvin, mas a canção foi reduzida a uma versão instrumental sobre os créditos finais.
- Para diminuir a duração do filme, a Gramercy Pictures ordenou que um dos segmentos do host fosse cortado. Nesta cena, Mike e os robôs se esconderiam no abrigo da nave para evitar uma chuva de meteoros; a barragem de meteoros ameaça danificar o suprimento de oxigênio da nave e Crow, Servo e Gypsy correm para salvar a vida de Mike.[6]
- O final também foi mudado: originalmente, os momentos finais do filme mostrariam Mike e os robôs se vingando do Dr. Forrester ligando o interocitor de Servo para teletransportar um mutante metaluno (interpretado por Jef Maynard) para estrangular Forrester. No final, Crow volta ao porão para planejar outra tentativa de fuga, dessa vez armada com a motosserra que encontrou no quarto de Servo no início do filme.

## Lançamento

### Desempenho comercial
Mystery Science Theatre 3000: The Movie foi lançado em 19 de abril de 1996 em apenas 26 cinemas nos Estados Unidos. Ainda assim, em seu fim de semana de estréia, o filme arrecadou US$ 206.328, uma média de US$ 7.935 por sala. O total final bruto nacional foi de US$ 1.007.306.

### Crítica
O filme recebeu críticas positivas. No site de agregadores de críticas Rotten Tomatoes, o filme tem uma classificação de 80%, com base em 54 avaliações, com uma classificação média de 6,6/10. O consenso do site afirma: "Mystery Science Theatre 3000: The Movie pode ser simples e irregular, mas é hilário o suficiente nos pontos certos para fazer a justiça de transição para a versão cinematográfica da série de TV".

### Mídia doméstica
O filme foi lançado em VHS pela MCA/Universal Home Video numa versão para locação em 1 de outubro de 1996, a versão doméstica veio em 8 de abril de 1997 nos formatos VHS e Laserdisc. MST3K: The Movie foi lançado em DVD em 1998 pela Image Entertainment sob preço sugerido de 14 dólares e noventa e nove centavos.
A Universal relançou o filme em DVD no dia 6 de maio de 2008 através de sua subsidiária Rogue Pictures. O filme está no formato widescreen anamórfico e inclui uma trilha sonora Dolby Digital 5.1 atualizada. Em diversos países o título do filme tornou-se impossível de se traduzir devido ao fato da série não ter se tornado popular fora dos Estados Unidos, isso acarretou em títulos alternativos em várias nações do mundo como foi o caso do Brasil, onde o filme recebeu o título improvisado de O Filme Mais Idiota do Mundo.
Foi anunciado em 7 de junho de 2013 que Shout! Factory estaria lançando MST3K: The Movie num pacote combo Blu-ray/DVD em edição de colecionador. Esta versão incluiu, pela primeira vez, as cenas deletadas do filme.